# 이후엘라스
이후엘라스(스페인어: Hijuelas)는 칠레 발파라이소 주 키요타 현의 코무나이다.